# Lophophelma funebrosa
Lophophelma funebrosa là một loài bướm đêm trong họ Geometridae.